# Dead Tube
Dead Tube (デッドチューブ?, Deddo Chūbu) è un manga ideato e scritto da Mikoto Yamaguchi e disegnato da Tōta Kitakawa. La serie è pubblicata dal 19 aprile 2014 sulla rivista Champion Red di Akita Shoten. L'edizione italiana è pubblicata da J-Pop dal 19 luglio 2017.

## Trama
Tomohiro Machiya è un liceale che frequenta il secondo anno dell'istituto Gyotoku e membro del club di cinema della scuola. Ragazzo emarginato, disprezzato e preso di mira da parte di tutti per il suo "essere uno sfigato", un giorno riceve una visita da parte di Mai Mashiro una delle ragazze più popolari e belle della scuola e asso del club di nuoto. La ragazza fa a Machiya una richiesta molto strana ovvero di filmarla ininterrottamente per 48 ore, persino mentre dorme o va in bagno. Machiya acconsente e nel mentre le riprese vanno avanti la ragazza sembra proseguire una normale vita, finché quest'ultima non esce con Yamamoto, ex compagno di classe e bullo di Machiya. L'appuntamento va avanti finché non appena i tre arrivano ad una fabbrica abbandonata e Mai e Yamamoto stanno apparentemente iniziando a fare sesso, Mai tira fuori una spranga di ferro e massacra Yamamoto, il tutto mentre Machiya continua a riprendere. Dopo di ciò, la ragazza dice a Machiya che può anche smettere di riprendere e si fa consegnare la memory card della videocamera col video al suo interno e dopo qualche giorno consegna a Machiya circa cinque milioni di yen. Da qui Machiya verrà a conoscenza del famigerato sito Dead Tube, ma soprattutto scoprirà cose su se stesso e sui membri stessi del club di cinema, che lo hanno sempre circondato e accolto, cose che non si sarebbe mai aspettato da parte loro.

## Personaggi
Tomohiro Machiya (町谷 智浩?, Machiya Tomohiro)
Il protagonista della serie, ragazzo emarginato che fa parte del club di cinema del liceo Gyotoku. Verrà a conoscenza di Dead Tube grazie a Mai Mashiro, che gli farà filmare l'omicidio del suo bullo fingendosi la ragazza di quest'ultimo. È un ragazzo molto timido e introverso, incapace di rispondere alle provocazioni infieritegli da parte dei suoi coetanei. Machiya, ha comunque un grande talento come regista ed è anche un pervertito, infatti quando riprende scene violente o omicidi commessi da Mai gli capita di avere un'erezione, principale causa per la quale non distoglie mai la telecamera e non smette mai di riprendere nemmeno le scene più violente.
Mai Mashiro (真城 舞?, Mashiro Mai)
Studentessa coetanea di Machiya, ragazza molto violenta e perversa, assassina a sangue freddo. Non ha mai perso un torneo di Dead Tube e non si sa come o quando ne sia venuta a conoscenza. Nonostante ciò considera Tomohiro Machiya il suo partner e il suo ragazzo ideale e non permetterà a nessuna donna di toccarlo se non lei stessa.
Hanae Miwa (三輪 花江?, Miwa Hanae)
Un'altra ragazza della classe di Machiya che si è imbattuta in Dead Tube con noncuranza senza aver prima letto tutte le istruzioni. Di conseguenza era convinta che avrebbe ricevuto uno stipendio senza troppi sforzi. Dopo la sua prima esperienza col sito si unisce a Machiya e Mashiro. Inizialmente prova a corteggiare e a sedurre Tomohiro, per avere aiuto a salvarsi dal Dead Tube, ma viene subito fermata da Mai, che minaccia di ucciderla se ci avesse provato.

## Volumi
| 1  | 20 gennaio 2015 | ISBN 978-4-253-23711-6 | 19 luglio 2017    | ISBN 978-88-3275-056-0 |
| 1  | Capitoli - take 1. (アクション!?, Akushon!) - take 2. (勝者と報酬?, Shōsha to hōshū) - take 3. (監督密着?, Kantoku mitchaku) - take 4. (殺るか殺られるか?, Yaru ka yara reru ka) - take 5. (ムービー・オブ・ザ・デッド?, Mūbī Obu za Deddo) - take 0. (始まりの始まり?, Hajimari no hajimari)                                                       |                        |                   |                        |
| 2  | 17 luglio 2015 | ISBN 978-4-253-23712-3 | 21 settembre 2017 | ISBN 978-88-3275-109-3 |
| 2  | Capitoli - take 6. (女同士の恋愛劇の果てに無理心中する懐古厨女!!?, On'na dōshi no ren'ai geki no hate ni murishinjū suru kaiko jū onna!!) - take 7. (ゲームの仕組み?, Gēmu no shikumi) - take 8. (別木先生?, Betsuki sensei) - take 9. (エスカレーション?, Esukarēshon) - take 10. (生放送スタート!?, Namahōsō Sutāto!)                             |                        |                   |                        |
| 3  | 20 gennaio 2016 | ISBN 978-4-253-23713-0 | 15 novembre 2017  | ISBN 978-88-3275-249-6 |
| 3  | Capitoli - take 11. (別木エリという仮面?, Betsuki Eri to iu kamen) - take 12. (完全自殺チューバー?, Kanzen jisatsu chūbā) - take 13. (気力製造実験?, Kiryoku seizō jikken) - take 14. (ロックリバーへ?, Rokku Ribā e) |                        |                   |                        |
| 4  | 20 aprile 2016 | ISBN 978-4-253-23714-7 | 17 gennaio 2018   | ISBN 978-88-3275-291-5 |
| 4  | Capitoli - take 15. (おいでラスカル?, Oide Rasukaru) - take 16. (ヒアラスコー!!?, Hiara Sukō!!) - take 17. (二人の夜?, Futari no yoru) - take 18. (殺人鬼は誰??, Satsujinki wa dare?) |                        |                   |                        |
| 5  | 20 luglio 2016 | ISBN 978-4-253-23715-4 | 21 marzo 2018     | ISBN 978-88-3275-338-7 |
| 5  | Capitoli - take 19. (王様の城?, Ōsama no shiro) - take 20. (プレイバック?, Pureibakku) - take 21. (疑えば目に鬼を見る?, Utagaeba me ni oni o miru) - take 22. (リトルソルジャーズ?, Ritoru Sorujāzu) |                        |                   |                        |
| 6  | 18 novembre 2016 | ISBN 978-4-253-23716-1 | 23 maggio 2018    | ISBN 978-88-3275-424-7 |
| 6  | Capitoli - take 23. (フェイスオフ?, Feisu Ofu) - take 24. (君の名は…?, Kimi no na wa…) - take 25. (真城 舞の場合?, Majo Mai no baai) - take 26. (綺麗なもの綺麗じゃないもの?, Kireina mono kirei janai mono) |                        |                   |                        |
| 7  | 17 marzo 2017 | ISBN 978-4-253-23717-8 | 11 luglio 2018    | ISBN 978-88-3275-478-0 |
| 7  | Capitoli - take 27. (代償?, Daishō) - take 28. (デッドチューバーズ?, Deddo Chūbāzu) - take 29. (町谷花菜を壊す動画?, Machi hakana o kowasu dōga) - take 30. (カタストロフ?, Katasutorofu) |                        |                   |                        |
| 8  | 20 settembre 2017 | ISBN 978-4-253-23718-5 | 3 ottobre 2018    | ISBN 978-88-3275-564-0 |
| 8  | Capitoli - take 31. (逆襲?, Gyakushū) - take 32. (どうしても殺りたい敵?, Dōshitemo yaritai teki) - take 33. (報い?, Mukui) - take 34. (正義執行!?, Seigi shikkō!) |                        |                   |                        |
| 9  | 20 febbraio 2018 | ISBN 978-4-253-23719-2 | 7 novembre 2018   | ISBN 978-88-3275-599-2 |
| 9  | Capitoli - take 35. (正義の起源?, Seigi no kigen) - take 36. (渋谷大掃除?, Shibuya o sōji) - take 37. (宿命のライバル?, Shukumei no Raibaru) - take 38. (儚き夢と女優の意地?, Hakanaki yume to joyū no iji) |                        |                   |                        |
| 10 | 20 luglio 2018 | ISBN 978-4-253-23720-8 | 20 febbraio 2019  | ISBN 978-88-3275-663-0 |
| 10 | Capitoli - take 39. (悪と正義?, Aku to seigi) - take 40. (正義の話をしよう?, Seigi no hanashi o shiyou) - take 41. (嘘つき天ちゃん?, Usotsuki Ten-chan) - take 42. (嘘と正義?, Uso to seigi) |                        |                   |                        |
| 11 | 20 dicembre 2018 | ISBN 978-4-253-23736-9 | 3 aprile 2019     | ISBN 978-88-3275-774-3 |
| 11 | Capitoli - take 43. (最後の正義執行?, Saigo no seigi shikkō) - take 44. (ことのなりゆき?, Kotono Nariyuki) - take 45. (バーチャルデッドチューバー?, Bācharu Deddo Chūbā) - take 46. (殺人シューティング?, Satsujin Shūtingu) |                        |                   |                        |
| 12 | 20 maggio 2019 | ISBN 978-4-253-23737-6 | 4 settembre 2019  | ISBN 978-88-3275-933-4 |
| 12 | Capitoli - take 47. (ゴミ大先生?, Gomidai ōsensei) - take 48. (殺害標的は誰??, Satsugai hyōteki wa dare?) - take 49. (DEAD Tube of the DEAD?) - take 50. (HANAE of the DEAD?) |                        |                   |                        |
| 13 | 18 ottobre 2019 | ISBN 978-4-253-23738-3 | 13 maggio 2020    | ISBN 978-88-349-0183-0 |
| 13 | Capitoli - take 51. (NIGHT OF THE LIVING DEAD?) - take 52. (フラッシュバック?, Furasshubakku) - take 53. (ヒーローと怪人?, Hīrō to kaijin) - take 54. (『デッドチューブ』始原?, “Deddo Chūbu” shigen) |                        |                   |                        |
| 14 | 19 marzo 2020 | ISBN 978-4-253-23739-0 | 28 ottobre 2020   | ISBN 978-88-349-0393-3 |
| 14 | Capitoli - take 55. (PLHGゾンビモード・エンド?, PLHG Zonbi Mōdo Endo) - take 56. (一緒に生きようという彼女、一緒に死のうという彼女?, Issho ni ikiyou to iu kanojo, issho ni shinou to iu kanojo) - take 57. (業得学園映画研究部?, Gōto to gakuen eiga kenkyū-bu) - take 58. (彼の瞳を独り占めにする方法?, Kare no hitomi o hitorijime ni suru hōhō) |                        |                   |                        |
| 15 | 20 agosto 2020 | ISBN 978-4-253-23740-6 | 17 marzo 2021     | ISBN 978-88-349-0556-2 |
| 15 | Capitoli - take 59. (権利と義務と?, Kenri to gimu to) - take 60. (一変?, Ippen) - take 61. (闇落ちカウントダウン?, Yami ochi Kauntodaun) - take 62. (助っ人…参上!?, Suketto… sanjō!) |                        |                   |                        |
| 16 | 20 gennaio 2021 | ISBN 978-4-253-23742-0 | 8 settembre 2021  | ISBN 978-88-349-0747-4 |
| 16 | Capitoli - take 63. (伝道師のなり方?, Dendō-shi no nari hō) - take 64. (町谷、再び!!?, Machiya, futatabi!!) - take 65. (幸福の返報性?, Kōfuku no henpō-sei) - take 66. (アイノカンテツ?, Ai no kantetsu) |                        |                   |                        |
| 17 | 18 giugno 2021 | ISBN 978-4-253-23745-1 | 11 maggio 2022    | ISBN 978-88-349-1008-5 |
| 17 | Capitoli - take 67. (復讐の脚本?, Fukushū no kyakuhon) - take 68. (新作映画試写会?, Shinsaku eiga shisha-kai) - take 69. (上映開始?, Jōei kaishi) - take 70. (絵野の決断?, Eno no ketsudan) |                        |                   |                        |
| 18 | 18 novembre 2021 | ISBN 978-4-253-23755-0 | 30 novembre 2022  | ISBN 978-88-349-1202-7 |
| 18 | Capitoli - take 71. (監督と伝道師と?, Kantoku to dendō-shi to) - take 72. (完璧な脚本?, Kanpekina kyakuhon) - take 73. (永久不滅のシネマ?, Eikyū fumetsu no Shinema) - take 74. (DEAD Tube House?) |                        |                   |                        |
| 19 | 20 aprile 2022 | ISBN 978-4-253-23759-8 | 21 giugno 2023    | ISBN 978-88-349-2035-0 |
| 19 | Capitoli - take 75. (狼達の狂宴?, Ōkami-tachi no kyōen) - take 76. (初日の日課?, Shonichi no nikka) - take 77. (日課?, Nikka) - take 78. (反逆者?, Hangyaku-sha) |                        |                   |                        |
| 20 | 20 settembre 2022 | ISBN 978-4-253-23760-4 | 27 dicembre 2023  | ISBN 978-88-349-1343-7 |
| 20 | Capitoli - take 79. (《反逆者》の思うツボ?, "Hangyaku-sha" no omou tsubo) - take 80. (「予言者」という女?, "Yogen-sha" to iu on'na) - take 81. (攻めの一手はセオリー通りに…?, Seme no itte wa seorī-dōri ni...) - take 82. (死んだのは誰か?, Shinda no wa dare ka)                                                                                  |                        |                   |                        |
| 21 | 20 febbraio 2023 | ISBN 978-4-253-32161-7 | 12 giugno 2024    | ISBN 978-88-349-2678-9 |
| 21 | Capitoli - take 83. (謎解きは日課のあとで?, Nazotoki wa nikka no ato de) - take 84. (全裸探偵?, Zenra tantei) - take 85. (ゲイシャハラキリハナフブキ?, Geisha harakiri hanafubuki) - take 86. (予備校探偵から名探偵へ?, Yobikō tantei kara mei tantei e)                                                                                            |                        |                   |                        |
| 22 | 18 agosto 2023 | ISBN 978-4-253-32162-4 | 31 dicembre 2024  | ISBN 978-88-349-3087-8 |
| 22 | Capitoli - take 87. (ゲーム終了!?, Gēmu shūryō!) - take 88. (狂乱の果ての顛末?, Kyōran no hate no tenmatsu) - take 89. (DEAD Tube Coin?) - take 90. (漫画家 高橋ミヒロのVlog?, Mangakka Takahashi Mihiro no Vlog) |                        |                   |                        |
| 23 | 18 gennaio 2024 | ISBN 978-4-253-32163-1 | 19 marzo 2025     | ISBN 978-88-349-3281-0 |
| 23 | Capitoli - take 91. (模倣の連鎖!?, Mohō no rensa!) - take 92. (勝ち組 負け組?, Kachigumi makegumi) - take 93. (大暴落?, Dai bōraku) - take 94. (忍と輝紗羅?, Shinobu to Terushara) |                        |                   |                        |
| 24 | 19 giugno 2024 | ISBN 978-4-253-32164-8 | 16 luglio 2025    | ISBN 978-88-349-3548-4 |
| 24 | Capitoli - take 95. (Dバイト?, D-Baito) - take 96. (証拠隠滅?, Shōko inmetsu) - take 97. (ミナノ☆アイ殺人事件?, Minano ☆ ai satsujin jiken) - take 98. (ドルオタ?, Doruota) |                        |                   |                        |
| 25 | 19 dicembre 2024 | ISBN 978-4-253-32165-5 | —                 | —                      |
| 25 | Capitoli - take 99. (AVデビュー?, AV debyū) - take 100. (空っぽ?, Karappo) - take 101. (切り札?, Kirifuda) - take 102. (選択?, Sentaku) |                        |                   |                        |
| 26 | 20 maggio 2025 | ISBN 978-4-253-32166-2 | —                 | —                      |
| 26 | Capitoli - take 103. (課長?, Kachō) - take 104. (一生童貞?, Isshō dōtei) - take 105. (裏切り者は誰?, Uragirimono wa dare) - take 106. (課長の遺言?, Kachō no yuigon) |                        |                   |                        |
| 27 | 20 ottobre 2025 | ISBN 978-4-253-00463-3 | —                 | —                      |

## Accoglienza
Il manga è stato selezionato da Le Monde come parte di "15 nuovi manga per il Japan Expo".